# Ręczna stymulacja członka

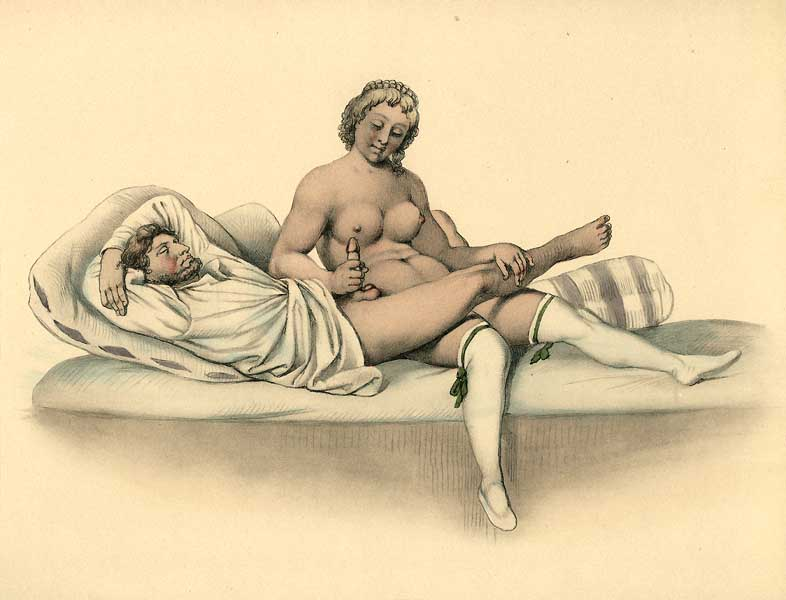
Johann Nepomuk Geiger, akwarela, 1840.

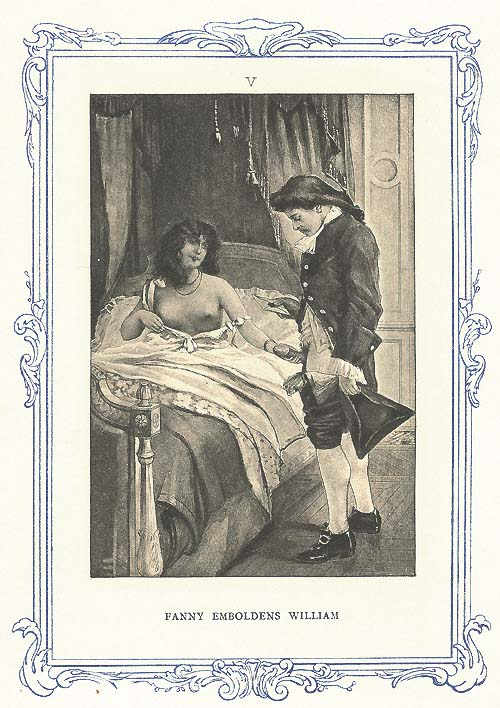
Édouard-Henri Avril, ilustracja powieści Pamiętniki Fanny Hill

Ręczna stymulacja członka – forma seksu bez penetracji polegająca na pobudzaniu ręką penisa przez partnera, stosowana zarówno w kontaktach hetero- jak i homoseksualnych.
Stymulacja członka ręką może stanowić samodzielną formę stosunku (masturbacja), jak również być elementem współżycia przed i po innych formach pobudzania partnera.
Zarówno w stosunkach hetero- oraz homoseksualnych dłoń partnerki/partnera obejmuje penisa i wykonuje nią ruchy frykcyjne, aż do momentu rozpoczęcia wytrysku, który odbywa się już samoistnie, jednak stymulacja może trwać nadal w jego trakcie (zależnie od partnerki/partnera). Partnerka/partner może jednocześnie drugą ręką pobudzać strefy erogenne partnera (np. mosznę). Nie zawsze ręczna stymulacja członka musi być zakończona wytryskiem.
Analogiczna forma pobudzania ręką w stosunku do kobiet to palcówka.

## Popularność
Pobudzanie członka ręką stanowi popularną usługę świadczoną klientom agencji towarzyskich. Według badań z 2002 roku korzysta z niej 80,7% klientów tych agencji.

## Inne zastosowania
Ręczna stymulacja zewnętrznych narządów płciowych jest jedną z możliwości pozyskiwania spermy od samców zwierząt.